# Agropecuária em Portugal
A agropecuária em Portugal é, historicamente, umas das principais bases da economia do país, desde os primórdios da nacionalidade até ao final do século XX, evoluindo das extensas monoculturas para a diversificação da produção.

## Atualidade
Em 2011, Portugal foi um dos menores produtores agrícolas da União Europeia, com uma parcela de apenas 0,4 por cento nos cereais e de 2,6 por cento no leite.
No que respeita à produção de carne, a de aves representa 2 por cento do total europeu, seguida pela de porcino (1,7) e de bovino (1,2 por cento).
Em 2017, a Área ocupada por regiões agrícolas em Portugal Continental foi de 26,3%. Em valores absolutos, esta percentagem traduz-se em 2.340.914 hectares de área.